# Anton Höhne (Baumeister)
Anton Höhne (* 9. Mai 1744 in Leukersdorf, Königreich Böhmen; † 21. Juni 1795 in Posen, Königreich Preußen) war ein Baumeister, Architekt und Unternehmer.

## Leben
Er war der vierte von sechs Söhnen der deutschböhmischen Bauern Christoph Höhne (30. Dezember 1698–20. Februar 1759) und Rosina, geborene Blümel (14. April 1711–12. Juli 1784) aus Leukersdorf. Als sein Vater starb, war Anton 14 Jahre alt. Da der älteste Bruder Johann Christoph Höhne (21. Juni 1737–6. Juli 1815) in üblicher Folge den Bauernhof der Eltern übernahm bzw. erbte, musste Anton Höhne eine andere, mithin zu dieser Zeit in dieser landwirtschaftlich geprägten Region übliche handwerkliche Tätigkeit erlernen. Etwa um 1770 arbeitete Anton Höhne vermutlich mit anderen Bauhandwerkern aus Böhmen am Bau des Schlosses Rogalin, etwa 20 km südlich von Posen im damaligen Polen-Litauen. Das Schloss wurde vermutlich von einem sächsischen Baumeister und Architekten entworfen.
Während dieser Zeit lernte er seine erste Ehefrau, Elżbieta Pernicka, kennen und heiratete sie etwa 1773 in Wollstein. Dort wurde er als Stadtbürger ansässig und besaß ein eigenes Haus. In diesem Haus wurde ihr gemeinsamer Sohn Josef Hoëné-Wronski geboren, der später als Philosoph, Physiker und Mathematiker insbesondere in Frankreich bekannt wurde.
Um 1777 wurde Anton Höhne Stadtbürger von Posen, wo er 1793 ein Haus erwarb und bis zu seinem plötzlichen Tod im Alter von 51 Jahren lebte. Im Jahre 1778 wurde er zum königlich polnischen Hofarchitekten ernannt. Ab 1779 wurde er bis zu seinem Lebensende regelmäßig Vorsitzender der Maurer-Gilde in Posen. Nach dem Tod seiner ersten Frau heiratete er Franciszka Kruger. Aus beiden Ehen gingen insgesamt sechs Kinder hervor. Sein erworbenes Vermögen vererbte Anton Höhne seiner zweiten Ehefrau und seinen Kindern.

## Werke
Anton Höhne hat einige der ansehnlichsten Kirchen- und Schlossbauten Polens durchgeführt. Viele seiner Entwürfe waren im Stil des Barocks. Aufgrund seiner Stellung wurden während seiner Zeit in Posen alle größeren Bauarbeiten der Stadt unter seiner Beteiligung durchgeführt.
Beim Bau der 1779 fertiggestellten Pfarrkirche in Wollstein unterstanden ihm als Architekten eine Gruppe böhmischer Maurer und Poliere; insoweit griff er mit hoher Wahrscheinlichkeit auch bei weiteren Bauprojekten auf böhmische Bauhandwerker zurück.
Er besaß ein eigenes Bauunternehmen, mit dem auch zahlreiche Mietshäuser und Wirtschaftsgebäude gebaut und saniert wurden.
| Was                                                                    | Ort                | erbaut           | Bild |
| ---------------------------------------------------------------------- | ------------------ | ---------------- | ---- |
| Kirche der Heiligen Jungfrau Maria der Unbefleckten Empfängnis         | Wollstein          | erbaut 1767–79   |      |
| Allerheiligenkirche, alias evangelische Kreuzkirche                    | Posen              | erbaut 1777–86   |      |
| Stadtschloss der Familie Działyński, alias Gurowski-Palast             | Posen              | umgebaut 1785–87 |      |
| Gerichtsgebäude auf der Burg/im Schloss in Posen (nicht mehr existent) | Posen              |                  |      |
| Turm des Rathauses Posen                                               | Posen              | erbaut 1783      |      |
| Evangelische Pfarrkirche                                               | Neustadt bei Pinne | erbaut 1778–89   |      |